# Torre Chianca
Torre Chianca is een plaats (frazione) in de Italiaanse gemeente Lecce.